# ライギョダマシ
ライギョダマシ (Dissostichus mawsoni) はノトテニア亜目に属する海水魚の1種。南緯60°以南、海水温は氷点下の南極海に分布する。南極海では数少ない大型魚類であり、重要な漁業対象となっている。属名 Dissostichus はギリシャ語で dissos (二重の) stichus (線) を意味し、長い側線を2本持つことに由来する。この側線は本種の生態において重要な役割を果たす。英名の Antarctic toothfish は上顎に2列の歯を持ち、サメに似た印象を与えることに因む。また、Antarctic cod（ナンキョクダラ）という別名もあるが、タラとは近縁ではない。

## 形態

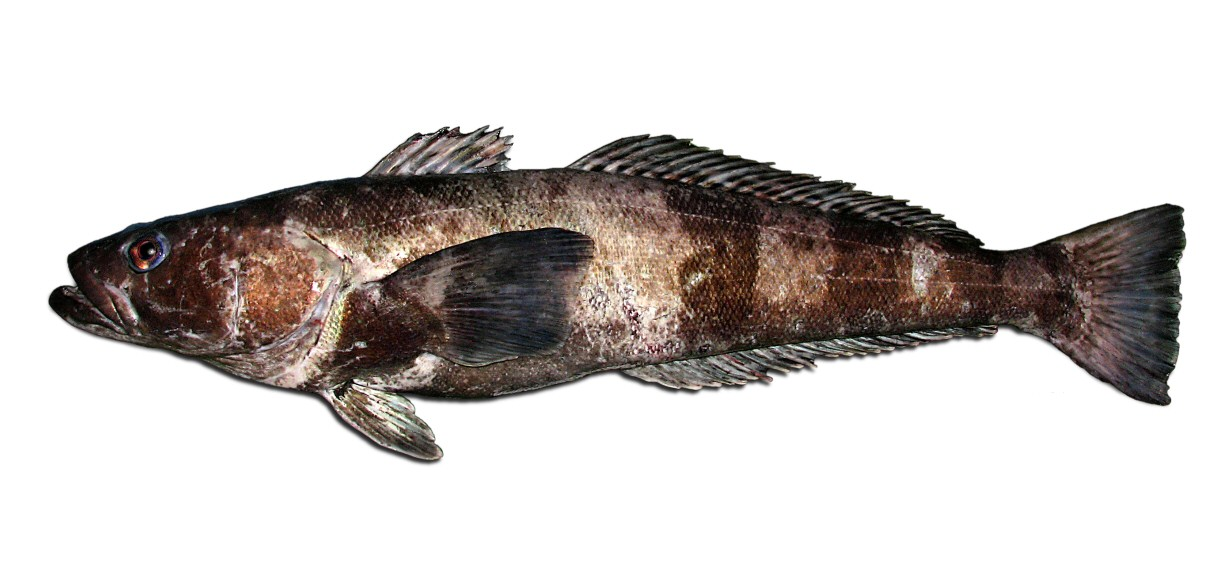
ロス海より得られた個体

体色は黒からオリーブブラウンで、白い斑点が散らばる。腹面は明色となることもある。幼体は海底の海綿やサンゴによく紛れる。幅広い頭部と長い体を持つ。背鰭・臀鰭の基底は長く、胸鰭は大きい。尾鰭は舵のような形となる。動きは遅いが、捕食者から逃れる際には瞬間的に加速することもできる。

## 生理
骨格は軽量で軟骨質、鰾はない。体には大量の脂肪が蓄えられ、これは（特に繁殖に用いる）エネルギー源となるだけでなく、中性浮力を維持する役割もある。繁殖場所で漁獲される個体は脂肪が減少していることが多く、繁殖、または繁殖に伴う移動には大量のエネルギーを要することが窺える。これらの個体がどうなるのかは分かっておらず、脂肪量が元に戻るのか、戻るとしたら、どのくらいで再度の繁殖が可能となるのかも不明である。少なくとも表面上、大陸斜面上の個体では脂肪量は回復しているようである。
視覚や側線システムは弱光下で獲物を見つけることに適応している。南極海は夏でも氷に覆われるが、本種の感覚器官は、海が分厚い氷に覆われる冬や、光がほとんど届かない深度であっても生き残れるように進化している。嗅覚は非常に発達しており、釣り餌や、他の捕食者に殺されたペンギンの死骸などを容易に嗅ぎ当てる。

### 冷水への適応
南極海に生息する他のノトテニア類のように、血中に不凍タンパク質を持ち、氷点下での生存が可能となっている。このタンパクは近縁種のマジェランアイナメでは見られない。また、貪欲な捕食者であることも冷水に対処するために重要である。主に捕獲されるのは夏のロス海だが、インド洋側の海域や、隣接する南極半島・サウスサンドウィッチ諸島などでも捕獲例がある。

## 生態
最大で2 m・135 kg程度に成長し、これは近縁種マジェランアイナメと同じくらいの大きさである。南極海に生息する魚の中では飛び抜けて大きい。南極海の食物連鎖はあまり構造化されていないため、本種は同種個体を含む小魚を手当たり次第に貪食する捕食者となっている。さらに、南極海の中層魚類としては最大であるため、他の海ではサメが占める生態的地位をも占めていると考えられる。この生態的地位を補助しているのが、本種の成体が持つ中性浮力である。南極海の魚類の大部分を占めるノトテニア科の多くは、本種の幼体を含め底生魚で、中性浮力を持つ種は5種程度しかない。本種は100–120 cmに成長した時点で中性浮力を獲得し、遊泳を必要とせずに海中に浮かび、底生・浮遊性生物双方を獲物とするようになる。
大陸棚上では、Nauticaris 属（モエビ科）のエビやナンキョクコオリイワシなどの浮遊性ノトテニア類を主な餌とする。本種は緩い群れを作り、アデリーペンギン・コウテイペンギン・ウェッデルアザラシ・クロミンククジラなどの主な餌となっている。このため、他の中間捕食者と本種との競争は非常に重要な意味を持つ。大型個体はマッコウクジラ・シャチ・ウェッデルアザラシ・ダイオウホウズキイカなどの獲物となる。底生、特に海氷のない大陸斜面上の個体は、ソコダラやガンギエイを捕食する。最大で2200mの深さから捕獲されたことがあり、商業漁業もこの深さで行われることは少ない。

## 繁殖
若いうちは比較的成長が早く、5年間で最大サイズの1/3に達し、10年で1/2に達する。その後の成長はかなり遅くなる。このような成長パターンはサメなど他の捕食性魚類でも見られるものである。最高で48歳の記録がある。性成熟は雄で13歳、雌で17歳であり、成熟後も毎年繁殖するわけではない。繁殖周期は不明である。成熟卵を持った個体はあまり捕獲されておらず、繁殖力に関する情報は極僅かしか得られていない。繁殖は冬に行われる。大型で成熟した個体は太平洋南極海嶺の海山で捕獲されるため、この場所が繁殖に重要だと考えられている。小型の未成熟個体は大陸棚海底の海綿やサンゴの間に寄り集まる。大型個体の大部分は、餌の豊富な大陸斜面の海域に留まる。このような棲み分けは、小型個体が大型個体に捕食されることを避けるためである可能性がある。

## 漁業
2006年から、本種の漁業は南極の海洋生物資源の保存に関する委員会 (CCAMLR) により管理されている。資源量・繁殖力・増加量などの情報が得られていないため、漁獲量のほとんどを占めるロス海での漁は論争の的となっている。この海域は本種の漁業資源のほとんどが通過する海域であり、底生魚を無差別に漁獲する底層延縄も問題となっている。他の魚種の混獲も、漁獲量の5–35%とかなりの量に上る。CCAMLRはオキアミなどの資源量を確保するため、大型で繁殖力の高い個体を捕獲し、本種の元々のバイオマスを50%減少させることを許している。この15年で、平均年齢は10歳減少している。
大型個体の減少を示すものとして、南極海外縁部で大型個体が消失していることを示す調査結果がある。本種の個体数・サイズの減少に伴い、魚食型のシャチの出現頻度の減少、ウェッデルアザラシの摂餌効率の低下、本種と餌が競合するアデリーペンギンの個体数増加などが起きている。これらの傾向は、この漁業の管理には生態系の側面から見て問題があることを示している。
2011-12年の漁獲量は3,800tで、そのうち3,500t以上はロス海で漁獲されたものである。残りはCCAMLR管理下の他の公海領域での漁獲である。

### 混獲への対策
CCAMLRによって、厳しい環境保護・混獲防止措置が課されている。
- 延縄の設置と船の移動を監視し、どの船も3羽以上の鳥を捕獲しないようにする [30]
- 吹き流しなどを利用して、鳥が釣り針に近づくことを防ぐ [30]
- 延縄を重くして沈降速度を上げ、海鳥が釣り針にかかることを防ぐ [31]
- 海鳥が集まることを避けるため、延縄の設置・運搬時に魚の内臓の船外放出を規制、追加で、本種が漁獲される60°以南での内臓投棄を禁止 [32]
- 油・プラスチック・ゴミ・食品廃棄物・肉・卵・廃水・灰の投棄禁止 [32]
- プラスチック製包装帯の使用禁止 [32]

CCAMLRが管理する領域では、海鳥の混獲はほとんど0である。2011年、12年には海鳥・海獣への被害は1件もなく、1996年、97年から数えても海鳥1個体の被害のみである。
魚に関しては、混獲はほとんど管理されていない。例えば、本種の主な餌であるソコダラの混獲防止策は不十分であり、漁業の開始に伴って個体数が劇的に減少しているようである。同様に混獲されるウナギダラ属の Muraenolepis evseenkoi も、ほぼ全滅している可能性がある。

### 法令遵守
CCAMLRによる法令遵守策として次のようなものがある。
- 漁船の洋上検査 [36]、漁港での検査[37]
- 漁業ライセンスの発行 [38]
- 船舶位置管理システム (VMS) を用いた衛星経由での漁船位置取得[39]
- 水揚げから小売までの流通経路を追跡し、各段階で政府の検証・承認を与える漁獲証明制度 [40]

### 持続可能性
2010年11月、海洋管理協議会 (MSC) はロス海での漁を持続可能でよく管理されていると認定した。本種に関する情報が少なすぎるため、この認定には多くの保護団体から異論が出ている。その上、MSCによって認証された漁船は僅か6-15隻で、2010年には、総漁獲量の1%しか認証を受けていなかった。
この認証を受けた魚は高価で（"Chilean sea bass"として小売価格で1ポンドあたり25米ドル）、それ以外の海域での違法・無報告・無規制漁業や偽装表示が横行している。ある遺伝的調査では、市場に出回る個体のかなりの部分がMSC認証を受けた海域のものではなく、本種ですらないものもあったとしている。だが、この調査にはサンプルが恣意的に選ばれているという指摘があり、MSCはより確実な方法論を用いた調査によって、偽装表示の証拠はないとしている。MSCは認証個体のサンプリングを含む、年次監査を実施している。
90年代から2000年代前半には、本種の管理に関して様々な課題が発生したため、Monterey Bay Seafood Watchのような消費者向けシーフードガイドは、本種を"red"または"avoid"のリストに加えていた。だが、2013年には最新の国際的科学知見に鑑み、Seafood Watchはロス海での漁業を"good alternative"であるとした。
グリーンピースは2010年、本種を「シーフードレッドリスト」に加えた。